# Ives Serneels
Ives Serneels (* 16. Oktober 1972 in Bonheiden) ist ein belgischer ehemaliger Fußballspieler und derzeitiger Trainer.

## Karriere als Spieler
Serneels spielte von 1990 bis 1999 für Lierse SK, zu dem er als Juniorennationalspieler kam. Mit dem Verein nahm er am UEFA-Pokal 1995/96 teil, schied aber nach zwei Niederlagen in der ersten Runde gegen Benfica Lissabon aus. 1996 nahm er mit Lierse am UEFA Intertoto Cup 1996  teil, so sie im Halbfinale am Karlsruher SC scheiterten. 1997 gewann er dann mit dem Verein die belgische Meisterschaft, die vierte und bisher letzte Meisterschaft für den Verein. Er nahm dann auch mit Lierse an der UEFA Champions League 1997/98 teil, wo die Mannschaft aber nur beim 1:1 gegen Sporting Lissabon einen Punkt gewinnen konnte, wobei er nicht eingesetzt wurde. Zudem wurde 1997 der belgische Supercup und 1999 der belgische Pokal gewonnen. Es folgten Engagements bei niederklassigen Vereinen.

## Karriere als Trainer
Bei seinem letzten Engagement als Spieler bei KFC Dessel Sport übernahm er auch das Traineramt. 2008 kehrte er nach Lierse zurück, wo er zunächst die Junioren und dann die Frauenmannschaft trainierte. Im März 2011 wurde er Trainer der belgischen Fußballnationalmannschaft der Frauen. Diese war in der Qualifikation zur WM 2011 in ihrer Gruppe nur auf dem dritten Platz gelandet und hatte dabei 12 Punkte Abstand zum Gruppensieger Schweden. In der Qualifikation zur EM 2013 wurde zwar wieder nur der dritte Platz belegt, der Abstand zum Gruppensieger Norwegen betrug aber nur noch vier Punkte. Die Qualifikation zur WM 2015 endete nochmals auf dem dritten Platz. In der Qualifikation zur EM 2017 trug seine Arbeit dann erstmals Früchte: Als Gruppenzweite erreichten die Belgierinnen erstmals die Endrunde eines großen Turniers. Bei der Endrunde schieden die Belgierinnen zwar nach der Gruppenphase aus, konnten aber erstmals ein Pflichtspiel gegen Norwegen gewinnen. 
In die Qualifikation für die WM 2019 starteten die Belgierinnen am 19. September 2017 mit einem 12:0-Rekordsieg gegen die Republik Moldau, dem höchsten Sieg ihrer Länderspielgeschichte. Am Ende belegten sie hinter Italien den zweiten Platz, wobei sie die direkte Qualifikation durch ein 1:1 gegen Portugal verpasst hatten. In den anschließenden Playoffs der vier besten Gruppenzweiten schieden sie gegen die Schweiz aufgrund der Auswärtstorregel aus, da das Heimspiel 2:2 und das Auswärtsspiel 1:1 endete. Mit zehn Toren war die Belgierin Janice Cayman beste europäische Torschützin der Qualifikation. 
Am 19. November 2019 betreute er die Mannschaft zum 100. Mal, wobei gleichzeitig Janice Caymann ihr 100. Länderspiel bestritt. Unter ihm hatte zuvor Aline Zeler als erste belgische Spielerin das vom belgischen Verband gezählte 100. Länderspiel bestritten.
In der FIFA-Weltrangliste kletterten die Belgierinnen unter seiner Leitung vom 35. Platz auf den 17. Platz. Serneels führte die Mannschaft zur EM 2025. Mitte Januar 2025 gab der belgische Fußballverband die Trennung von Serneels bekannt.

## Erfolge
Spieler
- Belgische Meisterschaft 1996/97
- Belgischer Supercup 1997
- Belgischer Pokal 1999

Trainer
- Qualifikation zu den Fußball-Europameisterschaften der Frauen 2017 und 2025 mit Belgien